# Sex Metal Barbie
«Sex Metal Barbie» — песня американской группы In This Moment, третий сингл из пятого альбома Black Widow.

## О песне
Сингл был выпущен 4 ноября 2014 года. С этой песней группа впервые выступила на фестивале «Knotfest» в 2014 году. 
Песня рассказывает о негативных новостях в интернете, направленных в сторону группы, особенно по отношению к Марие Бринк. Для написания песни Бринк использовала негативные комментарии и слухи из интернета, которые нацелены на неё. На композицию будет снят клип, который Мария сама спродюсировала и съёмки начались в марте после европейского тура ITM. 

## Список композиций
1. «Sex Metal Barbie» — 4:22
2. «Sex Metal Barbie (Remix)»